# Jacques Idserda
Jacques Cornelis Idserda (Loosdrecht, 8 juli 1918 – Laren, 14 februari 2007) was een Nederlandse dichter, omroeper en kunstschilder.

## Biografie
Idserda was een zoon van de kunstschilders André Idserda en Coba van der Lee. Hij woonde met zijn ouders in België, waar hij werkte bij het Nationaal Instituut voor de Radio-omroep in Brussel. In 1937 verhuisde hij met zijn moeder naar Hilversum en ging aan de slag bij de VARA en de NCRV. Eind 1941 kwam hij als omroeper in dienst bij de Nederlandse Omroep, deze stond onder toezicht van de bezetters. Na de oorlog krijgt Idserda voor drie jaar een microfoonverbod. Vanaf 1948 was hij regisseur en later verslaggever bij Radio Nederland Wereldomroep. In 1976 stopte hij wegens ziekte met werken.
Hij was als schilder autodidact en schilderde, aquarelleerde en tekende landschappen (vooral polders), stillevens en portretten.